# 시노다 지사쿠
시노다 지사쿠(일본어: 篠田 治策, 1872년 음력 10월 12일 ~ 1946년 1월 23일)는 일본의 법학자, 관료이다. 시즈오카현 출신이다.

## 경력
- 1919년 9월 26일 - 1923년 2월 24일: 평안남도지사
- 1923년 2월 24일: 이왕직 차관[2]
- 1932년 7월 1일: 이왕직 장관[3]
- 1940년 3월 9일: 의원면직[4]
- 1940년 7월 1일: 경성제국대학 총장[5]
- 1944년 3월 20일: 병으로 인해 총장직 사임[6]